# Wohlen (Argowia)
Wohlen – gmina miejska w Szwajcarii, w kantonie Argowia, w okręgu Bremgarten. 31 grudnia 2014 liczyło 15387 mieszkańców.

## Współpraca
Miejscowości partnerskie:
- Lermoos, Austria
- Sumy, Ukraina